# Földváry Béla
Vitéz Földváry Béla Lajos (Szül: Finger Béla Lajos) (Szomolnok, 1886. május 25. – Kaposvár, 1969. április 25.), reálgimnáziumi tanár, a Dombóvári Társaskör tagja, csillagász, geológus, barlangkutató.

## Családja és származása

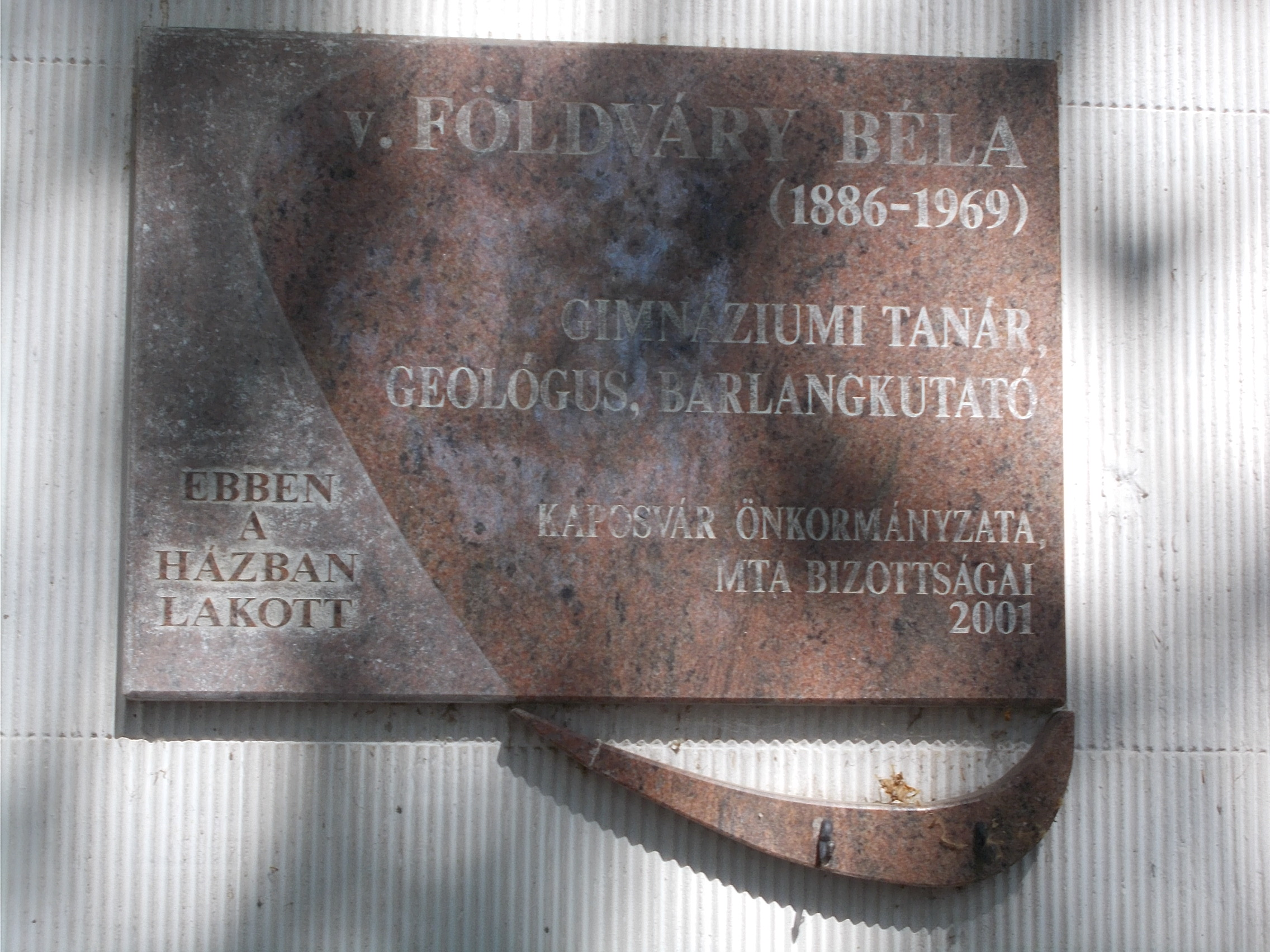
Földváry Béla emléktáblája Kaposváron.

Egy Szepes vármegyei római katolikus polgári családban született. Apja idősebb Finger Ede (1839–1921), királyi kincstári tanító, Szomolnok volt bírája, az arany érdemkereszt tulajdonosa, a szepesi tanító egyesület dísztagja, anyja Krompaszky Emília. Földváry Béla fivérei: Földváry Alfréd (1873–1945), miniszteri osztálytanácsos, valamint Földváry Oszkár (1874–1939), ítélőtáblái bíró, tanácselnök, akinek a neje mechelni Mechtler Adolfin (1885–1960) asszony volt.

## Élete
1904-től folytatott egyetemi tanulmányokat a fővárosban, elsősorban a földrajz és a természetrajz területén. A Fáy család vette szárnyai alá, később európai utazásait is támogatta; az egyetemi tanulmányok után Olaszországban, Ausztriában, Németországban tett tanulmányutakat. Gyűjtéseket végzett a Magyar Nemzeti Múzeum számára. Később bejárta Skandináviát, Szentpétervárt, Moszkvát, a Kaukázust, a Fekete-tenger környékét, Bulgáriát, Görögországot, Angliát, Skóciát. Angliában olyan leveleket gyűjtött, amelyeket angol utazók írtak Magyarországról. Kutatómunkáiért a Magyar Tudományos Akadémia elismerésben részesítette. Tudott oroszul, franciául, latinul, görögül, németül. Lóczy Lajos professzor hatására a Balkán-hegységben folytatott jelentős geológiai kutatásokat. A Barlangkutató Bizottság megbízásából Finger Béla 1911-ben és 1912-ben folytatta az ásatásokat: utóbbi évben a Csontházban, ahol 44 m2 területet tárt fel. Az első világháborúban hadi szolgálatba lépett; 1916-ban a cs. és kir. 67. gyalogezrednél hadnagyként, majd főhadnagyként szolgált és érdemei elismeréséül vitézzé avatták.
Az I. világháború után Budapesten az egyetemi gyakorlóiskolában, a Trefort utcai gimnáziumban tanított, majd Dombóvárra került. Lóczy Lajos professzor 1920-ban bekövetkezett halála után Cholnoky Jenő professzor munkatársa lett. 1924-ben vezetéknevét "Földváry"-ra változtatta. Tanítói pályája során az 1930-as években áthelyezését kérte Kaposvárra, ahol a Somssich fiúgimnáziumban tanított 1946-ig. Később a Kodály Zoltán iskolába került, ahol 1956-ig okította tanítványait. Ekkor töltötte be 70. életévét. Ezután még óraadóként három éven át dolgozott. 1969-ben hunyt el. Személyisége azért is külön figyelemre méltó, mert gimnáziumi tanárként is tudós volt, és megjelenítette azt a ritka tudós-tanár típust, amely a két világháború közötti időszakban a neves kultuszminiszter, Klebelsberg Kunó eszményképe volt.

## Házassága és leszármazottjai

A boldogfai Farkas család címere.

Kaposváron, 1929. november 23-án, feleségül vette a zalamegyei tekintélyes római katolikus nemesi származású boldogfai Farkas családból való boldogfai Farkas Györgyi (*Nagycsákány, 1900. április 25. – †Kaposvár, 1973. február 11.) kisasszonyt, akinek a szülei boldogfai Farkas József (1866–1927), MÁV felügyelő és borszörcsöki Egressy Gizella (1874–1973) voltak. Az apai nagyszülei boldogfai Farkas László (1842–1901), vármegyei írnok, földbirtokos, és kurtakeszi Baranyay Lujza (1848–1898) voltak. Az anyai nagyszülei idősebb borszörcsöki Egressy László (1833–1914), posta- és távírda főtiszt, és kiscsepcsényi Sántha Regina (1836–1908) voltak. Az apai nagyapai dédszülei boldogfai Farkas Ferenc (1779–1844), Zala vármegye táblabírája, jogász, zalaboldogfai, andráshidai, hagyárosi, és felsőbagodi földbirtokos, salomvári közbirtokos, és Joó Borbála (1811–1881) voltak. Földváry Béláné boldogfai Farkas Györgyi nagyapjának, boldogfai Farkas László (1842–1901) földbirtokosnak a fivére boldogfai Farkas Ferenc (1838–1908), Zala vármegye számvevője, pénzügyi ellenőre, földbirtokos volt. Földváry Béláné boldogfai Farkas Györgyinek a leánytestvére Kovács Jenő József festőművészné boldogfai Farkas Klára (1898–1944) magyar festő- és iparművész, leánygimnáziumi tanár, a Berzsenyi társaság tagja volt. Földváry Béla és boldogfai Farkas Györgyi frigyéből született:
- Földváry Zoltán (1931–2003).[25]